# Xiang Yao
Xiangliu (en chino, 相繇; pinyin, 相栁) conocido en el Clásico de las Montañas y los Mares como Xiangyao (en chino simplificado, 相繇), es un venenoso monstruo serpiente de nueve cabezas que provoca inundaciones y destrucción en la mitología china.
Xiangliu puede ser representado con su cuerpo enrollado sobre sí mismo. Las nueve cabezas están dispuestas de manera diferente en diferentes representaciones. Las representaciones modernas se asemejan a la hidra de Lerna, con cada cabeza en un cuello separado. Las xilografías más antiguas muestran las cabezas agrupadas en un solo cuello, una al lado de la otra o en una pila de tres en alto, orientadas en tres direcciones.

## Aspecto y comportamiento
Según las leyendas Xiang Yao tenía 9 cabezas, cada una con cara humana, y el cuerpo era de una serpiente negra. Con sus nueve cabezas, Xiangliu comía comidas de nueve diferentes montañas. Los lugares por donde pasara se convertían en pantanos y barrancos en los que no podía sobrevivir ningún animal.

## Historia y leyendas

Una imagen de Xiangliu que data entre 1700 a 1725.

Según el Clásico de Montañas y Mares (Shanhaijing), Xiangliu era un ministro de Gonggong, el dios del agua con forma de serpiente y cara humana. Xiangliu estaba devastando la ecología dondequiera que fuera. Cualquier lugar donde descansaba o respiraba se volvía atormentado por agua amarga o picante , desprovista de vida animal . Finalmente, Xiangliu fue asesinado, en algunas versiones de la historia por Yu el Grande, cuyas otras obras incluyen poner fin a la Gran Inundación, en otras por Nüwa después de su derrota contra Zhurong. El Clásico de Montañas y Mares se menciona que su sangre apestaba tanto que era imposible cultivar el grano en la tierra que ha empapado e inundado la región, haciéndola inhabitable. Finalmente, Yu tuvo que contener las aguas en un estanque en el que los señores celestiales construyeron sus pabellones.
Sim embargo, en 1983 se recopiló un texto del condado de Wan en la provincia de Sichuan (ahora en la municipalidad Chongoing), situada en el suroeste de China. Cuenta la historia en la que Xiangliu siguió provocando inundaciones y otros daños tras ser derrotado por Zhu Rong, por lo que fue asesinado por la diosa Nüwa. En esta historia, Xiangliu es mostrado como un dragón venenoso de nueve cabezas. No solo provocaba inundaciones en la zona de Sichuan sino que también devoraba humanos y ganado, lo que provocó que Nüwa lo encontrara y lo matara, controlándose así la inundación.